# Fritz Günther von Tschirschky
Conte Fritz Günther von Tschirschky und Boegendorff (Gut Kobelau, 4 luglio 1900 – Monaco di Baviera, 9 ottobre 1980) è stato un politico tedesco.

## Biografia
Nipote del diplomatico Heinrich von Tschirschky, Fritz Günther apparteneva ad una nobile famiglia della Slesia; venne educato all'Accademia Militare di Breslavia e fu tenente di un reggimento di cavalleria durante l'ultimo anno della prima guerra mondiale, servendo sul fronte orientale in Masuria.
Finita la guerra studiò all'Università di Marburgo storia e fece parte dei Freikorps come ufficiale; partecipò alla repressione dei moti comunisti a Braunschweig.
Di carattere conservatore e monarchico, inizialmente vide di buon occhio il carattere conservatore e antibolscevico della politica di Paul von Hindenburg, ma quando Adolf Hitler prese il potere in Germania, prese a non sperare più in un ritorno monarchico degli Hohenzollern. Durante il periodo della Repubblica di Weimar, aveva infatti preso accordi con Walther von Lüttwitz ed Elard von Oldenburg-Januschau per la successione al trono tedesco del kronprinz Guglielmo di Prussia e di sua moglie, la principessa Cecilia di Meclemburgo.
Fu coinvolto, dal segretario di Franz von Papen, Herbert von Bose, nella cosiddetta Rivoluzione conservatrice contro i nazisti. Rimase profondamente turbato dall'assassinio di due suoi superiori e amici, Kurt von Schleicher e Ferdinand von Bredow da parte delle SS e dal trattamento riservato dai nazisti al generale Werner von Fritsch, così entrò a far parte dell'Abwehr dell'ammiraglio Wilhelm Canaris come informatore.
Lo statuto antinazista dell'Abwehr gli venne presentato dal suo ex collega dei Freikorps Friedrich von Prittwitz und Gaffron, e Fritz si fece ampiamente valere come informatore sulla atrocità commesse dalle SS.
Nel 1941 Fritz venne arrestato e poi esiliato in Gran Bretagna per aver denunciato popolarmente i crimini del Campo di concentramento di Lichtenburg, ma continuò a collaborare con l'Abwehr anche da lì, facendo da corriere per il diplomatico olandese Johan Paul van Limburg Stirum nel continente, portando in Inghilterra le prime notizie sull'Olocausto.
Fu testimone dei crimini di guerra commessi dai nazisti durante il processo di Norimberga; fu poi ambasciatore in Ungheria e in Danimarca e collaboratore di Konrad Adenauer.

## Fonti
- Fritz Günther von Tschirschky, Erinnerungen eines Hochverräters, Deutsche Verlagsanstalt, Stoccarda 1972, ISBN 3-421-01602-X.